# Arsiero
Arsiero é uma comuna italiana da região do Vêneto, província de Vicenza, com cerca de 3.335 habitantes. Estende-se por uma área de 41 km², tendo uma densidade populacional de 81 hab/km². Faz fronteira com Cogollo del Cengio, Laghi, Lastebasse, Posina, Tonezza del Cimone, Valdastico, Velo d'Astico.

## Demografia
| Variação demográfica do município entre 1861 e 2011                               |
|                                                                                   |
| Fonte: Istituto Nazionale di Statistica (ISTAT) - Elaboração gráfica da Wikipedia |